# Екологічний радикалізм
Екологічний радикалізм — відносно новий різновид правого радикалізму. Він викликаний загострення екологічних проблем, погіршенням стану довкілля.
Як вважають теоретики право-радикального табору, нинішня екологічна криза, з одного боку, вимагає модернізації правої ідеології, а з іншого — надає для цього гарні можливості, так як в тематику охорони довкілля інтегровані найважливіші складові правої ідеології: національні ідентичність і націоналізм, расизм і шовінізм, ідея побудови «фортеці Європа» і необхідність ієрархічної та сильної країни у формі «екодиктатури».
Таким чином, екологічна криза і пов'язані з нею соціальні проблеми створюють сприятливий ґрунт для артикуляції ідей та розвитку програм право-радикальних рухів.

## Ідеологи екологічного радикалізму
- М. Валкер
- Р. Лев
- Х. Груль
- Г. Нойберт
- Х. Рустмейер
- М. Кюнен